# Ripensia Timișoara
Ripensia Timișoara – rumuński klub piłkarski z siedzibą w Timișoarze.

## Historia
Ripensia Timișoara został założony w 1928 przez byłego prezesa Chinezulu Timișoara Dr. Cornela Lazăra. Klub na początku bazował na byłych piłkarzach Chinezulu i Poli Timișoara. W 1932 Ripensia była wśród założycieli ligi Divizia A. W premierowym sezonie Ripensia po pokonaniu w finale Universitateą Kluż zdobyła mistrzostwo Rumunii. W Divizia A Ripensia uczestniczył przez 9 sezonów do 1941.
Ripensia w tym czasie czterokrotnie zdobyła mistrzostwo Rumunii w 1933, 1935, 1936, 1938 oraz dwukrotnie Puchar Rumunii w 1934 i 1936. Po wojnie władze komunistyczne miały negatywny stosunek do klubu, który w tym czasie występował w Divizia B i Divizia C. W 1948 klub połączono z klubem Electrica Timișoara. Nowy klub przyjął nazwę Electrica.

## Sukcesy
- Mistrzostwo Rumunii (4): 1933, 1935, 1936, 1938.
- wicemistrzostwo Rumunii (2): 1934, 1939.
- Puchar Rumunii (2): 1934, 1936.
- finał Pucharu Rumunii (2): 1934, 1937.

## Znani piłkarze w klubie
| - Miklós Kovács - Mihai Tänzer - Rudolf Kotormány - Vilmos Zombori - Zoltán Beke - Grațian Sepi - József Moravetz - Andrei Glanzmann - Gheorghe Ciolac - Sándor Schwartz | - Ladislau Raffinsky - Rudolf Bürger - Vasile Deheleanu - Ștefan Dobay - Augustin Semler - Silviu Bindea - Ștefan Kovács - Vasile Chiroiu - Dumitru Pavlovici |

## Sezony wDivizia A
| Sezon   | Uzyskane Miejsce |
| ------- | ---------------- |
| 1932-33 | mistrzostwo      |
| 1933-34 | wicemistrzostwo  |
| 1934-35 | 1                |
| 1935-36 | 1                |
| 1936-37 | 3                |
| 1937-38 | mistrzostwo      |
| 1938-39 | 2                |
| 1939-40 | 6                |
| 1940-41 | 3                |